# Cadbury Fingers
Cet article possède un paronyme, voir Cadbury (homonymie).

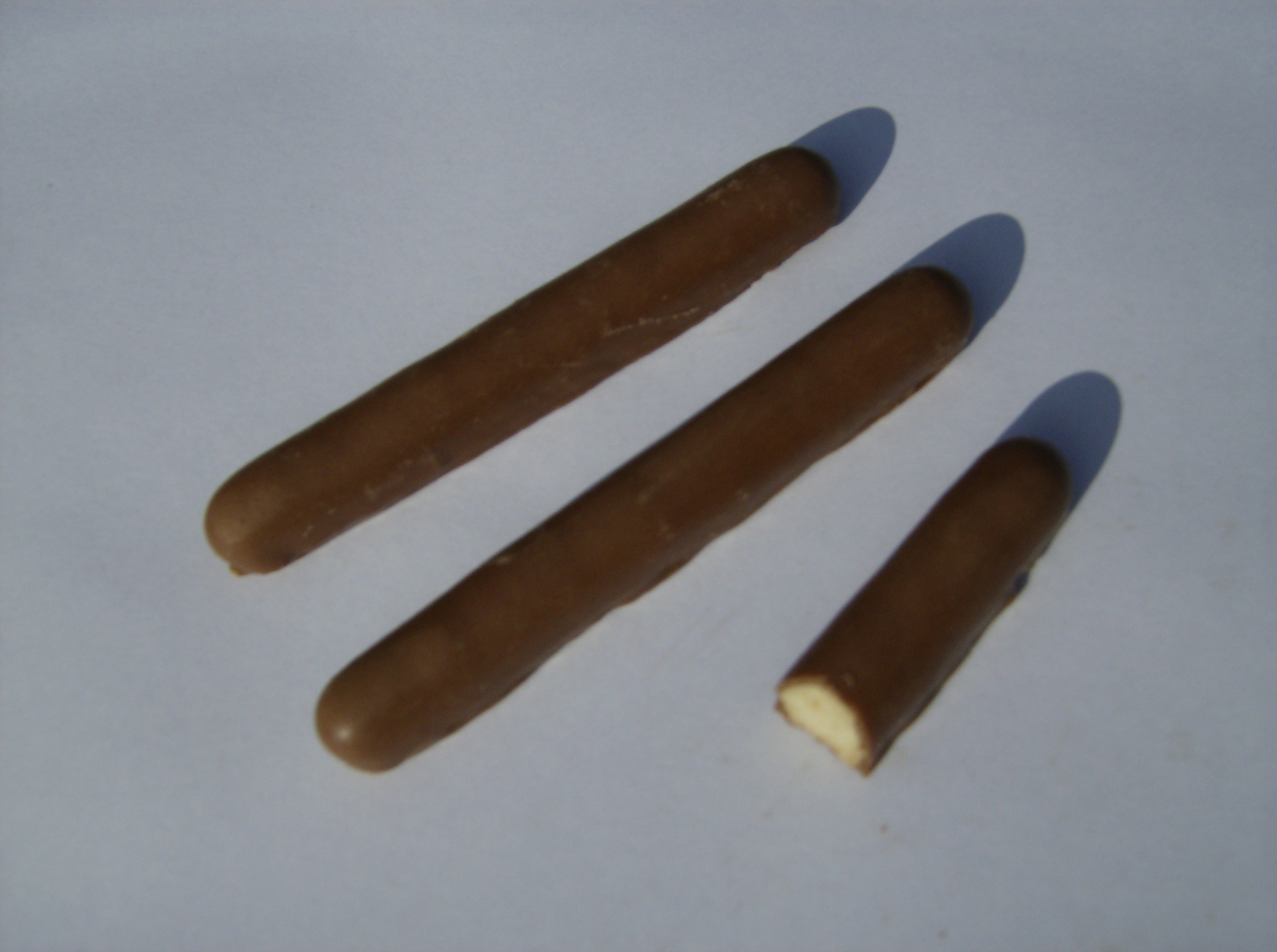
Deux Fingers et demi.

Les Cadbury Fingers (« doigts » en anglais) sont des biscuits recouverts de chocolat. Ils ont une forme allongée les faisant ressembler à des doigts, d'où leur nom. 
Un biscuit chocolaté avait déjà été introduit en 1897 dans un assortiment de biscuits par la chocolaterie familiale Cadbury fondée en 1824 qui deviendra une entreprise agroalimentaire, mais la forme actuelle des Fingers comme biscuit industriel a été développée en 1951.  
En 1986, la Burton's Biscuit Company (en) de Birmingham qui fabrique les doigts en biscuit chocolaté commercialisés par Cadbury, obtient les droits perpétuels sur la marque Cadbury Fingers.
L'entreprise Cadbury est rachetée par Kraft Foods en 2010, cette entreprise devenant elle-même Mondelēz International en 2012.
En 2016, après de longues tractations, Mondelēz International parvient à racheter la licence de la marque Cadbury Fingers à Burton’s Biscuits qui continue cependant à assurer dans ses usines la production des biscuits chocolatés.

## France
En France, le biscuit est commercialisé sous la marque « Finger » (sans « s »). 
Dans les années 1980, il fait l'objet de plusieurs publicités qui s'inscrivent dans la culture populaire,.
Les biscuits nappés de chocolat au lait L'original fingers, commercialisés sous la marque Cadbury, ont un nutriscore E (mauvaise qualité nutritionnelle), un indice Nova 4 (aliments ultra-transformés) et un Eco-Score 4 (Impact environnement très élevé).
Ils contiennent en quantité élevée des sucres (40%), matières grasses (25%) et acides gras saturés (13%).
Ces produits ne sont plus commercialisés en France au printemps 2024. Leur disparition passe inaperçue pendant plusieurs mois, mais l'annonce de la fin de commercialisation dans les médias français en automne suscite de nombreuses réactions,.
Une pétition est lancée le 7 novembre par un consommateur déçu pour demander le retour de la friandise sur les étals français.
Il faut noter que ce produit continue à être commercialisé sur les marchés anglo-saxons 